# Martes americana
La martora americana (Martes americana) è un membro nordamericano della famiglia Mustelidae. È talvolta chiamata martora dei pini, ma bisognerebbe notare che il termine martora dei pini viene anche usato per indicare una specie separata di martora dell'Europa. Si differenzia dal pescatore (Martes pennanti) in quanto è più piccola di dimensioni ed ha un pelame solitamente bruno con una macchia sul petto di forma irregolare di colore più chiaro.
Alcuni autori ritengono che la popolazione che vive negli Stati Uniti occidentali debba essere considerata una specie distinta e danno a quest'animale il nome scientifico di Martes caurina.

## Tassonomia

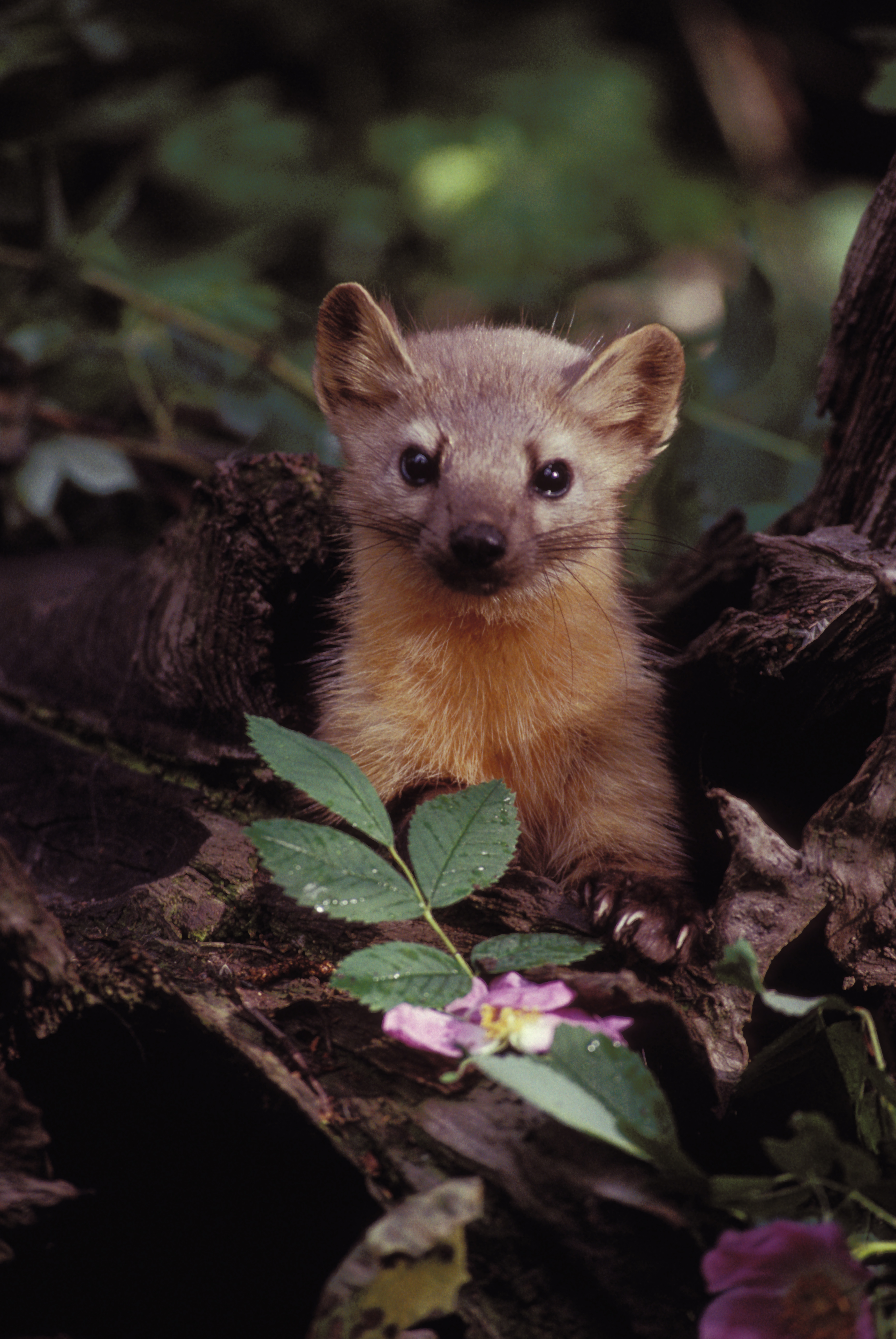

Sono state riconosciute sette sottospecie. Nessuna delle sottospecie è separabile in base alla morfologia e la tassonomia delle sottospecie viene solitamente ignorata, ad eccezione dei problemi di conservazione incentrati sulle sottospecie piuttosto che sulla distribuzione.
- M.a. abieticola (Preble)
- M.a. abietinoides (Grey)
- M.a. actuosa (Osgood)
- M.a. americana (Turton)
- M.a. atrata (Bangs)
- M.a. brumalis (Bangs)
- M.a. kenaiense (Elliot)

Una specie fossile dal tardo Pleistocene al primo Olocene nota come Martes nobilis è considerata sinonimo della martora americana.

## Habitat e Distribuzione
Questa martora vive nelle foreste di conifere mature e in quelle miste di Alaska e Canada, spingendosi a sud attraverso le Montagne Rocciose. L'intrappolamento e la distruzione dell'habitat forestale hanno ridotto il suo numero, ma è ancora molto più abbondante del più grande pescatore. La sottospecie di Terranova di questo animale (Martes americana atrata) viene considerata minacciata.

## Descrizione

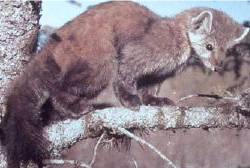
Martora americana

La martora americana ha un lungo corpo snello ricoperto da una pelliccia brunastra lucente con una gola di colore più chiaro, una lunga coda folta ed un muso appuntito. Come quelli dei gatti, i suoi artigli sono semi-retrattili e l'aiutano nell'arrampicarsi sugli alberi. Ha anche cuscinetti plantari molto grandi rispetto al peso corporeo, che le consentono di camminare sulla neve dura. Questa peculiarità permette alla martora un notevole vantaggio nelle aree che ricevono pesanti nevicate.

## Ecologia
Quest'animale è onnivoro, preferendo catturare e mangiare piccoli mammiferi, soprattutto lo scoiattolo rosso americano (Tamiasciurus hudsonicus), ma consuma facilmente pesci, rane, insetti, carogne, frutti e altri tipi di vegetali, quando sono disponibili. È più attiva di notte, di primo mattino o di pomeriggio tardi. Al di fuori della stagione degli amori è solitamente solitaria. I maschi difendono un territorio che va da 2,5 a 7,7 chilometri quadrati e possono essere molto aggressivi nei confronti degli altri maschi. L'accoppiamento avviene durante l'estate, ma l'impianto dell'uovo fecondato è ritardato (impianto ritardato ) e i «cuccioli», da 1 a 5, nascono la primavera seguente in una tana in un albero cavo o in una cavità tra le roc

## Conservazione

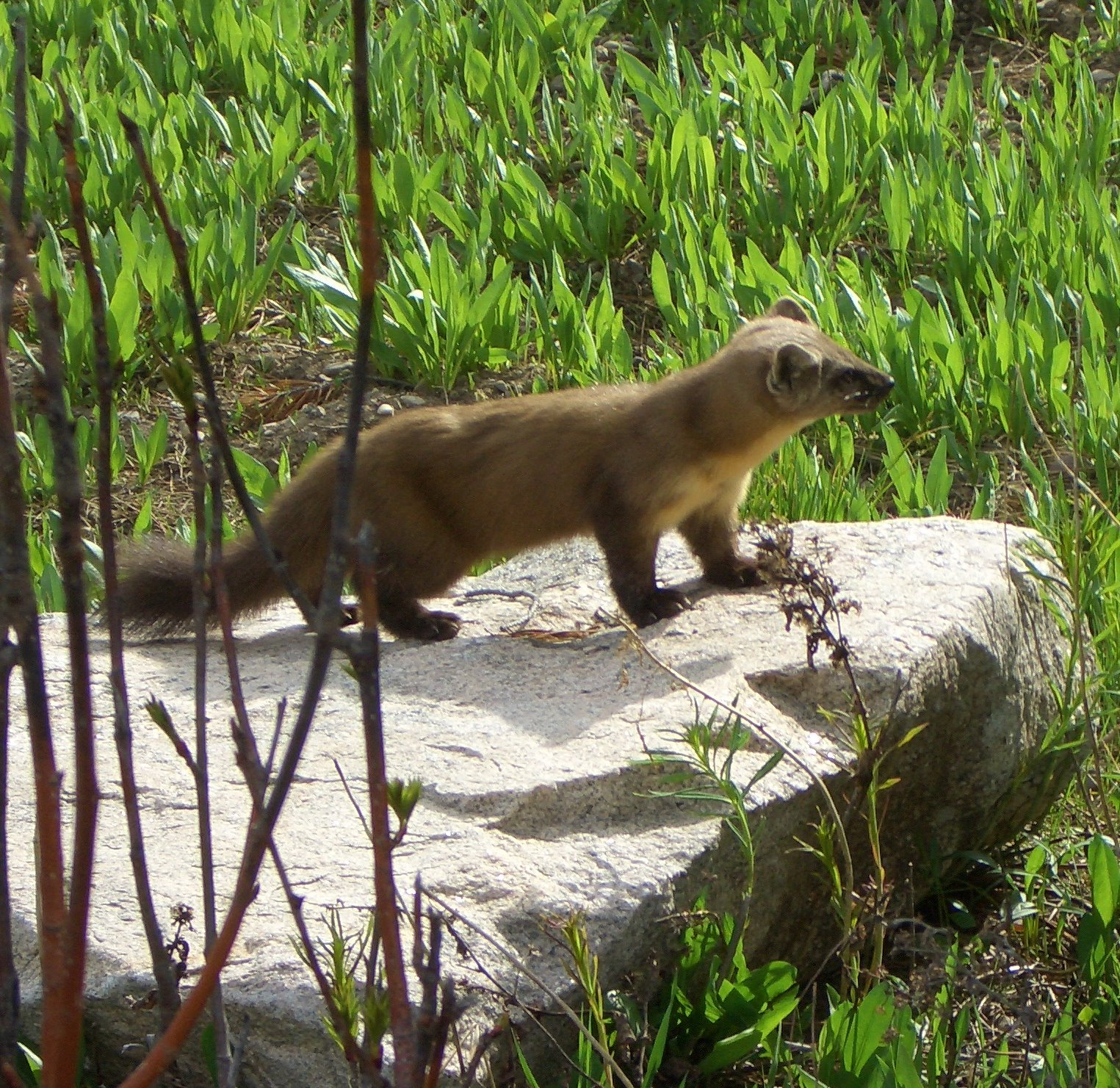
Martora americana

Le martore americane possono divenire animali domestici molto giocherelloni quando vengono catturate da piccole e nutrite con il biberon. Comunque, in diverse province (Canada) e stati (Stati Uniti) è necessario ottenere un determinato permesso per tenere in una residenza privata animali selvatici. Tra le varie legislazioni che applicano questa legge ricordiamo il Fish and Wildlife Act e il Wildlife Act. I permessi ottenuti possono comprendere un permesso di riabilitazione o un permesso di mantenimento in cattività. È una cosa normale per i governi e per le organizzazioni naturalistiche scoraggiare la gente a rimuovere animali selvatici dal suo ambiente naturale, salvo nei casi in cui la loro sopravvivenza sia minacciata.
La pelliccia della martora americana è lucente e folta, ricordando quella dello strettamente imparentato zibellino. Agli inizi del ventesimo secolo, la popolazione della martora americana si era molto impoverita a causa del commercio delle pellicce. La Compagnia della Baia di Hudson commerciava pelli come queste, oltre a quelle di altri animali. Numerose misure protettive e sforzi di reintroduzione hanno permesso alla popolazione di crescere, ma la deforestazione è ancora un problema per la martora in gran parte del suo habitat. La caccia alla martora americana è attualmente legale in certe aree durante una breve stagione venatoria.